# Т. Т. Синдром
Т. Т. Синдром је српски слешер хорор филм из 2002. године, режисера Дејана Зечевића.
Носиоци главних улога су Никола Ђуричко, Соња Дамјановић, Бранко Бане Видаковић, Небојша Глоговац, Феђа Стојановић, Душица Жегарац, Љубинка Кларић и Борис Комненић.
Филм је приказан на преко 20 интернационалних филмских фестивала, као и у италијанском граду Равени на фестивалу научне фантастике, трилера и хорора (Ravenna Nightmare Film Festival), једном од 3 највећа у свету (поред Пусена у Јужној Кореји и Брисела).

## Радња
Током једне ноћи 2001. године, група младих људи суочава се са заборављеном мистеријом из 1958. године. Уместо одласка на журку и доброг провода, они остају закључани у јавном WC-у који крије стравичну тајну у катакомбама изнад којих је саграђен. Да ли је решење дугогодишње мистерије графит "Т.Т. Синдром", који се налази на зиду WC-а?
Група младих људи креће у провод у Београду. Један од момака (Никола Ђуричко) је опседнут снимањем видео камером, јер му тако стварност изгледа сношљивија. Други (Небојша Глоговац) пак, одлучује у име колектива да улепша вече с нешто белог праха. Примопредаја је заказана у бившем турском купатилу, а сада јавном клозету чије су просторије, по свој прилици, уклете од случаја чедоморства неколико деценија раније. Уместо одласка на журку и доброг провода, они остају закључани у јавном купатилу на падинама Калемегдана који крије стравичну тајну у катакомбама изнад којих је саграђен. Тамо их чека низ нимало симпатичних ликова, укључујући и масовног убицу.

## Награде
- Врњачка Бања: Друга награда за сценарио.[5]

## О Т. Т. Синдрому
Т. Т. синдром (Тимбер-Тонов синдром) познат је и као „синдром палих анђела“. Године 1931, немачки научник Клаус Тимбер и његов руски колега Сергеј Тонов открили су постојање специфичног обољења, које се јавља у кори великог мозга и најчешће се манифестује код младих. Бебе и деца, оболели од овог синдрома, врло често пате од јаких главобоља, које су понекад праћене непрекидним 12-часовним плачем. У каснијем добу, како оболела особа расте, болови се смањују и потпуно нестају у периоду адолесценције, када се проблем премешта у домен психологије и психијатрије. Са годинама, синдром почиње да се манифестује кроз серију психотичних манифестација, као што су потпуно отуђење оболелог, пренаглашена уредност, агресија, избегавање директног физичког контакта са другим људима и сл. У већини случајева, заражени Т. Т. синдромом завршава у мукама, а физички додир са другим људским бићем изазива му неподношљив бол.

## Идеја филма
Т. Т. Синдром је, може се слободно рећи, један од првих српских филмова са свим елементима хорора. Наиме, у Т. Т. Синдрому своје место налазе мотив уклете куће, квазинаучна објашњења, митски убица без лица и остале фиксације (подземна сценографија, језиви порођаји, одбојне животиње...) Снимљен у одбојној, депресивној сепији, с детаљима садистички настројеним и спрам јунака и спрам публике.
С друге стране, упркос својој експлицитности, филм нуди читав низ снажних, индикативних сублимација, почевши од ратних страхота, па до посрнуле и неморалне српске омладине коју стиже казна. Није случајна ни идеја да уклетост јавног клозета почиње од случаја чедоморства, које је узело великог маха међу српском омладином.
Библијска прича о Јову која говори о прародитељском греху, због којег је Јов отпадник и губавац, заправо је основа приче филма Т. Т. Синдром Дејана Зечевића.
Филм Т. Т. Синдром је необично и свакако значајно филмско остварење. Не зато што се може сместити у категорију високог професионалног нивоа у жанру хорора који готово да нема традицију у нашој земљи, већ зато што представља снажну слику света у којем живимо.
Филм говори о синдрому отуђења од себе самог, од своје хришћанске, божанске и људске суштине, а то је баш Т. Т. Синдром.

## Мане
Т. Т. Синдром обилује непотребном експлицитношћу, па и прекомерном бруталношћу која доводи до засићења гледаоца. Поред тога, ту је и један зачуђујући превид за познаваоца хорора: ради се о другом сату филма, у којем се узрочник страве открива, а затим своди на баналне персонификације (Феђа Стојановић, Бане Видаковић и Душица Жегарац не поседују ни довољно убедљиве реплике ни глумачку уверљивост). Правило хорора по којем извор ужаса остаје до краја неспознатљив (било да је реч о неземаљском или о сумрачним пределима човечности) у Т. Т. Синдрому је без правог разлога прекршено.